# 바실리 의자
바실리 의자(Wassily Chair) 또는 B3호 의자(Model B3 chair)는 1925년에서 1926년 사이에 바우하우스 가구제작 분야의 수장이었던 마르셀 브로이어가 디자인한 의자이다.

## 같이 보기
- 에어론 의자
- 바르셀로나 의자
- 위대한 편안함